# سینمای مراکش

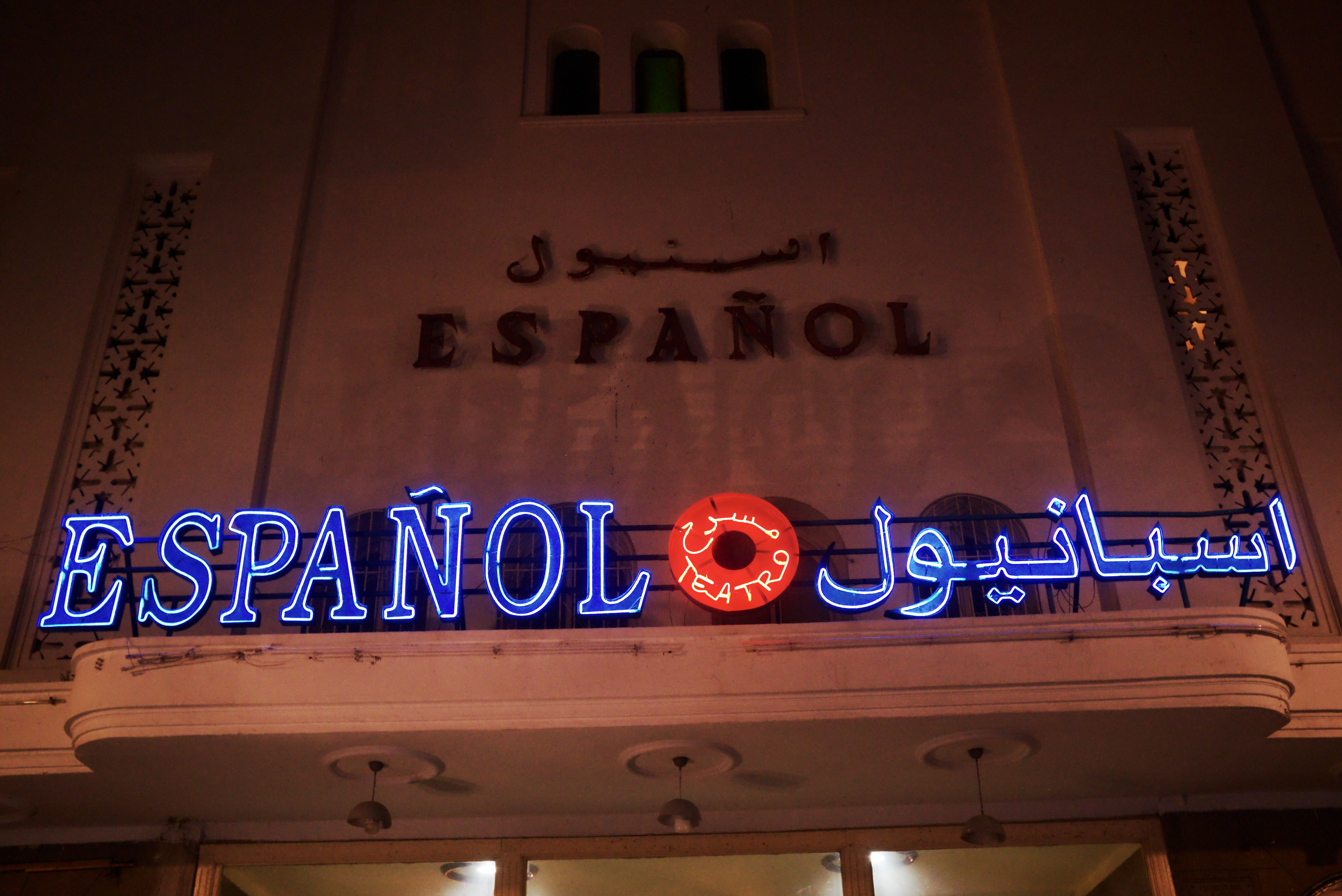
سینما اسبانیول در شهر تِطوان از شهرهای تاریخی کشور مراکش

سینمای مراکش دارای سابقه بسیار طولانی است. لوئی لومی‌یر در سال ۱۸۹۷ یک فیلم ابتدایی مستند از فعالیت‌های روزانه یک چوپان مراکشی ساخت که به بزچران مغربی مشهور است. با این همه تاریخ سینمای مراکش را باید به بعد و قبل از دوران استعمار در این کشور تقسیم نمود.

## تاریخچه
اگر فیلم لومی‌یر را اولین فیلمی که در خاک مراکش تولید شد، در نظر بگیریم این روند برای نیم قرن بعد با شتاب زیادتری پیگیری شد. جغرافیای بکر و طبیعت منحصربفرد منطقه ورزازات محلی ناب برای ساخت و تولید فیلم‌های سینمایی اروپایی و آمریکایی مهیا کرد و در واقع هم‌اکنون نیز یکی از بزرگ‌ترین استودیوهای فیلم‌برداری جهان در صحرای ورزازات قرار دارد. به سبب همین استقبال در سال ۱۹۴۴ مرکز ملی فیلم مراکش به عنوان یک آژانس نظارتی در رباط شکل گرفت. چند دهه بعد استودیو اطلس فیلم در همان منطقه در سال ۱۹۸۳ تأسیس گردید.
از مهمترین فیلم‌هایی که پس از استقلال مراکش در این جغرافیا تولید شدند لورنس عربستان (۱۹۶۲)، مردی که می‌خواست سلطان باشد (۱۹۷۵)، روزهای روشن زندگی (۱۹۸۷)، آخرین وسوسه مسیح (۱۹۸۸)، کوندان (۱۹۹۷)، لژیونر (۱۹۹۸)، مومیایی (۱۹۹۹)، گلادیاتور (۲۰۰۰)، قلمرو بهشت (۲۰۰۵)، تپه‌ها چشم دارند (۲۰۰۶)، هانا (۲۰۱۱)، صید ماهی آزاد در یمن (۲۰۱۱) و قسمت‌هایی از سریال تلویزیونی بازی تاج و تخت قابل ذکرند.

## سینمای ملی مراکش
قبل از استقلال مراکش از فرانسه، اورسون ولز با فیلم اتلو در سال ۱۹۵۲ در جشنواره فیلم کن شرکت کرد. اورسون ولز با پرچم مراکش به نخل طلا رسید اما در یک اتفاق عجیب هیچ‌کدام از اعضای ارکستر حاضر در جشنواره نمی‌دانست آهنگ رسمی این کشور چیست. به هر روی ۶ سال پس از این ماجرا در سال ۱۹۵۸ اولین فیلم بومی تاریخ سینمای مراکش به نام پسر لعنتی توسط محمد اوسفور ساخته شد. اتفاق مهم دیگر برگزاری اولین جشنواره فیلم مدیترانه در سال ۱۹۶۸ در شهر طنجه بود. در سال ۱۹۸۲ اولین جشنواره ملی فیلم مراکش در رباط برگزار شد و پس از آن از سال ۲۰۰۱ جشنواره بین‌المللی فیلم مراکش سرو شکل گرفت.

## نگارخانه

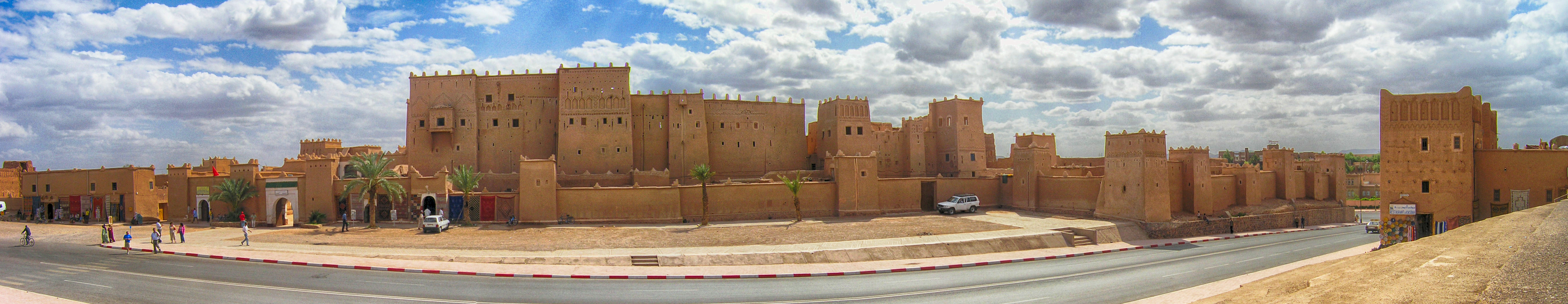
یکی از بزرگ‌ترین استودیوهای فیلم‌برداری جهان در صحرای ورزازات قرار دارد.

## نسل طلایی دهه ۷۰ تا ۹۰
سینمای مراکش یک دوره و نسل طلایی را بین سال‌های ۱۹۷۰ تا نیمه دهه ۹۰ پرورش داد. از جمله این فیلم‌سازان حمید بنانی با ردپا (۱۹۷۰)، سهیل بن برکه با هزار و یک دست (۱۹۷۴)، مؤمن السمیحی با فیلم سکوت خشن (۱۹۷۵)، احمد المعنونی با ۳ فیلم دردناک، دردناک (۱۹۷۸)، حالا (۱۹۸۱) و قلب‌های سوخته (۲۰۰۷)، جیلالی فرهتی با ۲ فیلم عروسک‌های نی (۱۹۸۱) و ساحل کودکان گمشده (۱۹۹۱)، فریده بلیزید با فیلم دری به آسمان (۱۹۸۸)، عبدالقادر لقطع با ۲ فیلم عشقی در کازابلانکا (۱۹۹۲) و در بسته (۱۹۹۶)، حکیم نوری با فیلم چکش و سندان (۱۹۹۰) قابل اشاره هستند. نسل جدید سینمای مراکش نیز با کارگردانانی نظیر نبیل عیوش، نرجس النجار، فوزی بنسعیدی و نورالدین لخماری و لیلی المراکشی شناخته شده‌است.

## فیلم‌هایی که تمام یا بخشی از آن در مراکش فیلمبرداری شدند

صید ماهی آزاد در یمن ۲۰۱۱

پوستر فیلم مردی که می‌خواست سلطان باشد ۱۹۷۵

- پوستر فیلم مردی که می‌خواست سلطان باشد ۱۹۷۵مردی که زیاد می‌دانست (۱۹۵۶)
- لورنس عربستان (۱۹۶۲)
- سدوم و گمورا (۱۹۶۲)
- ادیپ شهریار (۱۹۶۷)
- مردی که می‌خواست سلطان باشد (۱۹۷۵)
- محمد رسول‌الله (۱۹۷۶)
- جواهر نیل (۱۹۸۵)
- ایشتار (۱۹۸۷)
- روزهای روشن زندگی (۱۹۸۷)
- آخرین وسوسه مسیح (۱۹۸۸)
- ۱۰۰۱ شب (۱۹۹۰)
- کوندان (۱۹۹۷)
- مومیایی (۱۹۹۹)
- گلادیاتور (۲۰۰۰)
- بازگشت مومیایی (۲۰۰۱)
- سقوط شاهین سیاه (۲۰۰۱)
- انجمن نجیب‌زادگان عجیب (۲۰۰۳)
- تروآ (۲۰۰۴)
- قلمرو بهشت (۲۰۰۵)
- سیریانا (۲۰۰۵)
- تپه‌ها چشم دارند (۲۰۰۶)
- بابل (۲۰۰۶)
- استرداد (۲۰۰۷)
- اولتیماتوم بورن (۲۰۰۷)
- در دره الاه (۲۰۰۷)
- آرن – پادشاهی در انتهای راه (۲۰۰۸)
- یک مشت دروغ (۲۰۰۸)
- خائن (۲۰۰۸)
- تلقین (۲۰۱۰)
- راه بازگشت (۲۰۱۰)
- اسپکتر ۲۰۱۵صید ماهی آزاد در یمن (۲۰۱۱)
- هانا (۲۰۱۱)
- کاپیتان فیلیپس (۲۰۱۳)
- اسکندر (۲۰۱۴)
- ایو سن لوران (۲۰۱۴)
- اسپکتر (۲۰۱۵)

اسپکتر ۲۰۱۵

- ۱۳ ساعت: سربازان مخفی بنغازی (۲۰۱۶)
- بتمن در برابر سوپرمن: طلوع عدالت (۲۰۱۶)
- پرنده‌های زرد (۲۰۱۷)
- آکوامن (۲۰۱۸)
- در انتظار بربرها (۲۰۱۹)
- بیوه سیاه (۲۰۲۰)

## جشنواره‌های فیلم و آمار و ارقام
جشنواره بین‌المللی فیلم مراکش (عربی: المهرجان الدولی للفیلم بمراکش‎) در سال ۲۰۰۱ تأسیس شد. این جشنواره سالانه در مراکش برگزار می‌شود. در حال حاضر در مراکش ۶۸ سالن سینما وجود دارد و سرانه تولید سالیانه فیلم بلند در این کشور ۲۳ عدد و فیلم مستند ۱ عدد است. جمعیت سینماروی مراکش نیز ۲ میلیون نفر برآورد شده‌است.